# 沖原豊
沖原 豊（おきはら ゆたか、1924年9月1日 - 2004年8月16日）は、日本の教育学者。

## 人物
ハワイ生まれ、山口県出身。1939年山口師範学校入学、1944年熊本陸軍予備士官学校に入学。天草で敗戦を迎え、1951年広島文理科大学教育学科卒。1968年「日本国憲法の教育規定に関する研究」で広島大学より教育学博士の学位を取得。1953年広島大学教育学部助手、講師、1961年助教授、1972年教授、1984年教育学部長、85年学長。名誉教授。1972年総理府青年の船団長を務めた。1981年日本ユネスコ国内委員。広島文理大での学生時代に長田新による『原爆の子〜広島の少年少女のうったえ』の編集に協力した。1999年、勲二等旭日重光章受章。

## 著書
- 『日本国憲法の教育規定に関する研究』風間書房 1968
  - 『日本国憲法教育規定研究』と改題
- 『沖縄の教育』第一法規出版 1972
- 『体罰』第一法規出版 教師のためのベストライブラリー 1980
- 『校内暴力 日本教育への提言』小学館創造選書 1983
- 『国際的視野からみた日本の教育課程』教科書研究センター 海外教育事情講座 1985
- 『心の教育 日本教育の再発見』学陽書房 1986
- 『広島大学四十一年の日々』沖原豊学長退官記念誌刊行会編 第一法規出版 1990
- 『新・心の教育』学陽書房 1997

### 共編著
- 『教育法規入門』編著 葵書房 1967
- 『教育法規概説』編著 第一法規出版 1974
- 『講座現代教育学 7 世界の教育』編 福村出版 1977
- 『精神衛生 家庭・学校・職場』西本幸男共編 福村出版 心理学双書 1979
- 『中国の文化と教育』古田敬一共編著 第一法規出版 1980
- 『現代教育ハンドブック』新堀通也共編 有信堂高文社 現代教育学シリーズ 1981
- 『世界の学校』編 有信堂高文社 現代教育学シリーズ 1981
- 『比較教育学』編 有信堂高文社 現代教育学シリーズ 1981
- 『学校掃除 その人間形成的役割』編著 学事出版 1982
- 『各国の性教育と薬物教育』大谷光長共編 東信堂 1988

### 翻訳
- ハイムズ『よい親になるには』広島大学幼年教育研究会 PTA・新書 1957
- コナント等 ボイス・オブ・アメリカ編『アメリカの学校と大学』理想社 1962
- ダニエル・E.グリッフィス『教育行政の理論』泉屋書店 1962
- W.A.ヨーチ『校長と教師の学校経営』田原迫竜磨共訳 理想社 1963
- F.シュナイダー『比較教育学』御茶の水書房 1965
- The Voice of America 編『アメリカの大学十八講』共訳 葵書房 1967
- エドモンド J.キング『世界の学校教育 その比較研究』池田進共監訳 葵書房 1971
- E.キング『比較教育学と教育政策』石附実共監訳 南窓社 1977
- ノーマン・ニューカム『ヨーロッパの学校』吉田正晴共監訳 第一法規出版 1979